# تويوتا فنزا
تويوتا فنزا (بالإنجليزية:  Toyota Venza)‏ هي سيارة رباعية الدفع متوسطة الحجم تنتجها تويوتا وظهرت بالأسواق في عام 2008م.